# Йохан Кеплер (АТК)
 Тази статия е за космическия кораб от серията АТК.  За немския астроном и математик вижте Йохан Кеплер.  
Йохан Кеплер е вторият космически кораб от серията АТК, номер 002 (АТК-002). Корабът е изстрелян на 16 февруари 2011 г. от Европейската космическа агенция (ЕКА). Йохан Кеплер носи със себе си гориво, въздух и сух товар с тегло 7000 kg. Общото му тегло надхвърля 20 000 kg, което го прави най-тежкия по това време обект извеждан в орбита от ЕКА. Наречен е на името на немския астроном и математик Йохан Кеплер..
Йохан Кеплер е вторият кораб от серията АТК, първият е „Жул Верн“, който е изстрелян през 2008 г. Йохан Кеплер носи със себе си около 5 тона повече товар отколкото руския космически кораб Прогрес-М и около 1,5 тона повече от японския H-II.
Много от провизиите на борда на втория АТК са използвани от мисията STS-133 на космическата совалка и от екипажа на Експедиция 26. Записващо устройство на информацията от кораба при обратното му навлизане в атмосферата е било поставено на борда на Йохан Кеплер при отделянето му от МКС на 20 юни 2011 г. Корабът извършва саморазрушаващо обратно навлизане в земната атмосфера на 21 юни 2011 и останките му падат в Тихия океан.

## Цели
Мисията му е да снабди Международната космическа станция с пропелант, вода, въздух, експериментално оборудване и други товари. Корабът остава скачен със станцията малко повече от 4 месеца.
Една от задачите на кораба е издигането на орбитата на МКС от сегашните 330 – 350 km. височина на почти 400 km. (Орбитата на височина 400 km. е по-подходяща за МКС, тъй като там съпротивлението от остатъчната атмосфера е по-слабо, но е неудобна за космическите совалки. За тази задача корабът носи със себе си 4534 kg пропелант. Космическите совалки са изведени от употреба през втората половина на 2011 г. и удобството им губи важността си.

## Модификации и усъвършенствания
В кораба са внесени няколко подобрения спрямо АТК-1 („Жул Верн“). Те помагат да бъдат избягнати проблемите, възникнали около „Жул Верн“, и повишават товароподемността на „Йохан Кеплер“ с около 650 kg.
- Дизайнът на стелажите за товар в чекмеджета е подобрен, което спестява по около 50 kg тегло на стелаж. (Корабите АТК носят по 8 такива стелажа.)
- Ракетата-носител Ариана-5 ES ATV, която ще изведе кораба в орбита, ще използва твърдогоривни ускорители със заварени свръзки на сегментите им. Това ще увеличи товароподемността ѝ.
- Регулаторите на налягането в системата за подаване на пропелант са частично препроектирани, за да се избегне дисбаланса в налягането на два резервоара за пропелант, който се случи с „Жул Верн“.
- Листовете термоизолационно покритие са с подсилени точки на скачване и подобрен вътрешен топлообмен, за да се избегне частичното отлепване на слой термоизолационно покритие, което се случи на „Жул Верн“.

## Полезен товар
| Товар                                               | Маса    |
| --------------------------------------------------- | ------- |
| Пропелант за издигане на МКС, контрол на височината | 4534 kg |
| Пропелант за самата станция                         | 850 kg  |
| Кислород                                            | 100 kg  |
| Вода                                                | 0 kg    |
| Сух товар (храна, дрехи, оборудване)                | 1600 kg |
| Общо                                                | 7084 kg |

Повечето от товара е зареден в кораба месеци предварително. Около 430 kg обаче са добавени само няколко дни преди изстрелването – предимно по-нетрайни неща.

### GeoFlow2
Сред превозваните експерименти е GeoFlow2 – модул, чиято цел е да моделира конвекцията на разтопени скали в земната мантия.

## Производство и подготовка за изстрелване
Корабът е изстрелян чрез ракета Ариана 5 ES ATV от стартова площадка ELA-3 на Гвианския космически център. Той е най-тежкият единичен товар, извеждан дотогава от Ариана 5 (20 062 kg). Изстрелването му е юбилейният 200-тен полет за Ариана 5.
Към май 2009 г. изстрелването на кораба е планирано за 1 юни 2010 г.; към юли 2009 г. е отложено за ноември 2010 г. Към средата на януари 2010 г. изстрелването е планирано за 18 ноември. През септември 2010 г. се обсъждат варианти за изстрелване през декември, или по-късно, според дали графикът за скачвания на станцията може да вмести кораба. На 1 октомври 2010 г. е съобщено, че по комерсиални съображения Арианаспейс са взели решение да изстрелят през декември търговски спътник, и по тази причина полетът на „Йохан Кеплер“ е отложен за 15 февруари 2011 г. При този вариант е предвидено корабът да се скачи с МКС на 26 февруари; по тази причина изстрелването на совалката „Индевър“ е отложено с един ден, за 27 февруари.
На 11 май 2010 г. ЕКА съобщава, че „Йохан Кеплер“ е напълно интегриран и тестван в комплекса на EADS в Бремен, и че е получил разрешение за транспортиране до Европейския космодрум във Френска Гвиана. Планира се корабът да бъде транспортиран на няколко модула, придружени с 59 контейнера с изпробваща апаратура. Планира се в Куру той да бъде сглобен и подробно изпробван, след което да бъде зареден с гориво и товар за МКС. Окончателното сглобяване на кораба е предвидено да бъде извършено към края на септември.

## Изстрелване и полет
На 15 февруари опитът за изстрелване на кораба е отложен с един ден. Не е предоставена информация за причините.
На 16 февруари 2011 г., в 18:50:55 ч. местно време (21:50:55 по Гринуич), „Йохан Кеплер“ е изстрелян успешно. Корабът е изведен в ниска околоземна орбита, на височина около 260 km. Скоро след това активирането на неговите подсистеми е завършено; по данни на Нико Детман, ръководител на програмата АТК към ЕКА, всичко е преминало перфектно.
Корабът успешно издига орбитата си до височината на МКС (350 km), и на 24 февруари в 15:59 ч. се скачва с модула „Звезда“. Скачването е извършено автоматично. Наблюдавано е от Центъра за контрол на полета в Тулуза, Франция, и от екипажа на МКС, но не се е наложила намеса. Както и при „Жул Верн“, преди постоянното отваряне на люка е извършено почистване на въздуха в кораба.

## Значение
Към дните преди изстрелването на кораба се смята, че представянето му е от значение за бъдещите планове на страните-членки на ЕКА за пилотирани космически полети. По начало се е предвиждало роля в техните предвиждания да изиграе представянето на АТК-1 („Жул Верн“), но настъпващата икономическа криза отлага вземането на решенията. По данни на Франсоа Уке, CEO на EADS Astrium, към момента на изстрелването на „Йохан Кеплер“ още няма разработена ясна стратегия на страните-членки в тази сфера. По данни на Симонета ди Пипо, ръководител на отдел „Полети на хора“ към ЕКА, във връзка с удължаването на срока на действие на МКС поне до 2020 г., основната идея е АТК-4 и АТК-5 да бъдат изготвени в сегашната конфигурация, след което корабът да бъде доразработен по някакъв начин. Накъде ще бъде насочена доразработката предстои да бъде уточнено в преговори с партньорите в МКС. По данни на Жан-Жак Дорден, директор на ЕКА, планът е доразработеният кораб да използва същата индустриална база като АТК и да е подходящ както за целите на експлоатацията на МКС, така и за цели свръх и отвъд нейната експлоатация.